# MasterChef Hrvatska
MasterChef Hrvatska je hrvatska inačica britanskog natjecateljsko-kulinarskog reality showa MasterChef.
Prva sezona serijala prikazivala se od 21. ožujka 2011., a posljednja epizoda šeste sezone 29. prosinca 2023. godine na Novoj TV.
Jesenskom shemom Nove TV, 15. rujna 2024., započelo je emitiranje nove, sedme sezone showa. 
U listopadu 2024. godine otvorene su prijave za novu, osmu sezonu showa.

## Format
Format emisije izvezen je diljem svijeta pod istim logotipom MasterChef, a proizvodi u više od 40 i prikazuje u više od 200 zemalja.
Format se najčešće pojavljivao u četiri glavne inačice: glavnoj seriji MasterChef, MasterChef: The Professionals za profesionalne kuhare, Celebrity MasterChef koji uključuje poznate osobe kao natjecatelje i Junior MasterChef, inačica stvorena i prilagođena djeci.
Unatoč četirima glavnim inačicama, Australija je 2012. stvorila petu pod nazivom MasterChef All-Stars, za bivše natjecatelje kako bi prikupili novac u dobrotvorne svrhe. U 2018. Ukrajina je stvorila MasterChef Teens, za natjecatelje tinejdžere. Godine 2019. Brazil je stvorio MasterChef: Para Tudo (MasterChef: Zaustavite sve), TV emisiju koja sadrži intervjue sa sucima i bivšim natjecateljima, plus recepte i memeove. U Brazilu je MasterChef All-Stars naslovljen MasterChef: A Revanche (MasterChef: Revanš), objavljen je 2019. i uključuje bivše natjecatelje koji prije nisu pobijedili u natjecanju.
Godine 2022. Brazil je stvorio MasterChef +, za natjecatelje starije od 60 godina. Franšiza Masterchef popularna je među publikom diljem svijeta. MasterChef Australia je najgledanija televizijska serija u Australiji, s finalom druge sezone koja je treća najgledanija emisija u povijesti australske televizije. MasterChef Australia također je osvojio nagradu za 'Najpopularniji reality program' na dodjeli nagrada Logie 2010. Mnoge druge zemlje također emitiraju australsku verziju, bilo sinkroniziranu ili s titlovima na lokalnom jeziku. 

## Žiri
Žiri prve sezone činili su Tomislav Gretić, Mate Janković te Radovan Marčić.
U drugoj sezoni Tomislav Gretić je napustio emisiju, te je zamijenjen Dinom Galvagnom. Matu Jankovića u trećoj sezoni zamijenio je Andrej Barbijeri.
Nakon dugogodišnje stanke, Masterchef se vratio sa četvrtom sezonom i novim žirijem koji uključuje Melkiora Bašića, Damira Tomljanovića i Stjepana Vukadina. Isti trio pojavljuje se i u naredne dvije sezone. 
U sedmoj sezoni dolazi do odlaska dva člana žirija te uz Stjepana Vukadina, novi članovi žirija postaju Goran Kočiš i Mario Mihelj.

## Sezone
| Sezona | Premijera        | Pobjednik        | Ostali kandidati | Broj natjecatelja | Žiri                                            |
| ------ | ---------------- | ---------------- | --- | ----------------- | ----------------------------------------------- |
| 1      | 21. ožujka 2011. | Šime Sušić       | Srđana Jevtić (drugoplasirana), Robert Predrag Žmire, Matija Nikolić, Vedran Beg, Davor Šreng, Željana Ančić, Ljubo Matulin, Bojan Končar, Ana Kovačević Pilepić (odustala), Marko Gajski, Nastasja Fišter, Ivan Vučković, Mario Bobanović, Ivana Đokić, Tea Đukić, Vesna Matulić, Igor Zdenjak, Ivanko Rebić, Tomislav Rusak                                          | 20                | Tomislav Gretić Mate Janković Radovan Marčić    |
| 2      | 24. rujna 2012.  | Nikola Lesar     | Marko Palfi (drugoplasiran), Robert Predrag Žmire, Matija Nikolić, Vedran Beg, Davor Šreng, Željana Ančić, Ljubo Matulin, Bojan Končar, Ana Kovačević Pilepić (odustala), Marko Gajski, Nastasja Fišter, Ivan Vučković, Mario Bobanović, Ivana Đokić, Tea Đukić, Vesna Matulić, Igor Zdenjak, Ivanko Rebić, Tomislav Rusak                                             | 20                | Dino Galvagno Mate Janković Radovan Marčić      |
| 3      | 22. ožujka 2015. | Iva Pehar        | Ante Marić (drugoplasiran), Ratko Iveković, Valerio Baranović, Robert Budimir Bekan, Oskar Svržnjak, Danijel Živković, Dina Lončar, Dario Žmikić, Mišel Matulin, Ivana Vujina Jović, Elena Jurić, Emilija Marinović, Martina Županić | 16                | Dino Galvagno Mate Janković Andrej Barbieri     |
| 4      | 19. rujna 2021.  | Ivan Temšić      | Gorana Milaković (drugoplasirana), Marija Gregurić, Frano Kekez, Igor Ivanović, Ana Marija Kutleša, Ema Baniček, Zvijezdana Posavec, Tihomir Bježančević, Tomislav Marković, Filip Pleteš, Željka Bleuš, Klavdija Zubović, Karmen Jurčić, Maja Mandić, Marko Krznarić, Roko Kulušić - Neral, Vanja Agić, Ana Antunović                                                 | 19                | Melkior Bašić Damir Tomljanović Stjepan Vukadin |
| 5      | 18. rujna 2022.  | Maja Šabić       | Lora Cepetić (drugoplasirana), Emina Bajramović, Leo Jurešić, Jelica Boto, Lucija Kerečin, Ivica Višić, Maja Jalšovec, Lucija Davidović, Luka Marin , Mevlija Delić, Marko Kolak, Nikola Kotur, Luka Piasevoli, Vesna Slavica, Matea Alduk, Andrea Dević, Tihomir Krklec, Ivana Ivić, Anita Vuković, Wannapa Ponyon,                                                   | 21                | Melkior Bašić Damir Tomljanović Stjepan Vukadin |
| 6      | 4. rujna 2023.   | Luka Veić        | Sarah Mikulec (drugoplasirana), Marko Brusač, David Divjak, Meri Goldašić, Antonia Mikac, Josip Novačić, Petar Tucman, Petar Tudja, Lara Biloš, Kristina Ćorak, Miroslav Kordić, Maja Medved, Ivan Palinić, Nikola Stazić, Dominik Škalec, Manuel Crnobrnja, Ana-Maria Cuglin, Leon Babić, Mateja Husak, Asmira Mujić-Mašić, Piero Ricci, Ivana Soldo, Gaia Zec        | 24                | Melkior Bašić Damir Tomljanović Stjepan Vukadin |
| 7      | 15. rujna 2024.  | Ante Vukadin     | Anamaria Šimićak, Ante Vukadin, Bonaventura Žagar, Doris Vlah, Elva Halilović, Eni Đorđević, Gano Kotorić, Hrvoje Stošić, Irina Brajčić, Irma Handžić Veledar, Iva Novosel, Ivana Božac, Ivo Kežić, Josip Petrović, Ljiljana Milovanović Ferenčić, Marija Benjak, Moris Vareško, Petar Marić, Sanja Cukon, Sead Bojić, Sergio Varela Ramirez, Tin Rubinić, Zara Bajlo. | 23                | Stjepan Vukadin, Goran Kočiš, Mario Mihelj      |
| 8      | prijave u tijeku | prijave u tijeku | prijave u tijeku | prijave u tijeku  | prijave u tijeku                                |

## Vanjske poveznice
- Službena stranica  Arhivirana inačica izvorne stranice od 10. travnja 2011. (Wayback Machine)

 Arhivirana inačica izvorne stranice od 2. siječnja 2023. (Wayback Machine)